# Fryšava pod Žákovou horou
Fryšava pod Žákovou horou település Csehországban, a Žďár nad Sázavou-i járásban. Fryšava pod Žákovou horou Tři Studně, Cikháj, Nové Město na Moravě, Sněžné, Kadov, Vlachovice és Herálec településekkel határos. Lakosainak száma 326 fő (2024. január 1.).

## Népesség
A település lakosságának változását az alábbi diagram mutatja:
| Lakosok száma | 1016 | 927  | 776  | 544  | 450  | 338  | 344  | 341  | 320  | 326  |
|               | 1869 | 1890 | 1921 | 1950 | 1980 | 2001 | 2017 | 2019 | 2022 | 2024 |